# Partikelfilterklassen

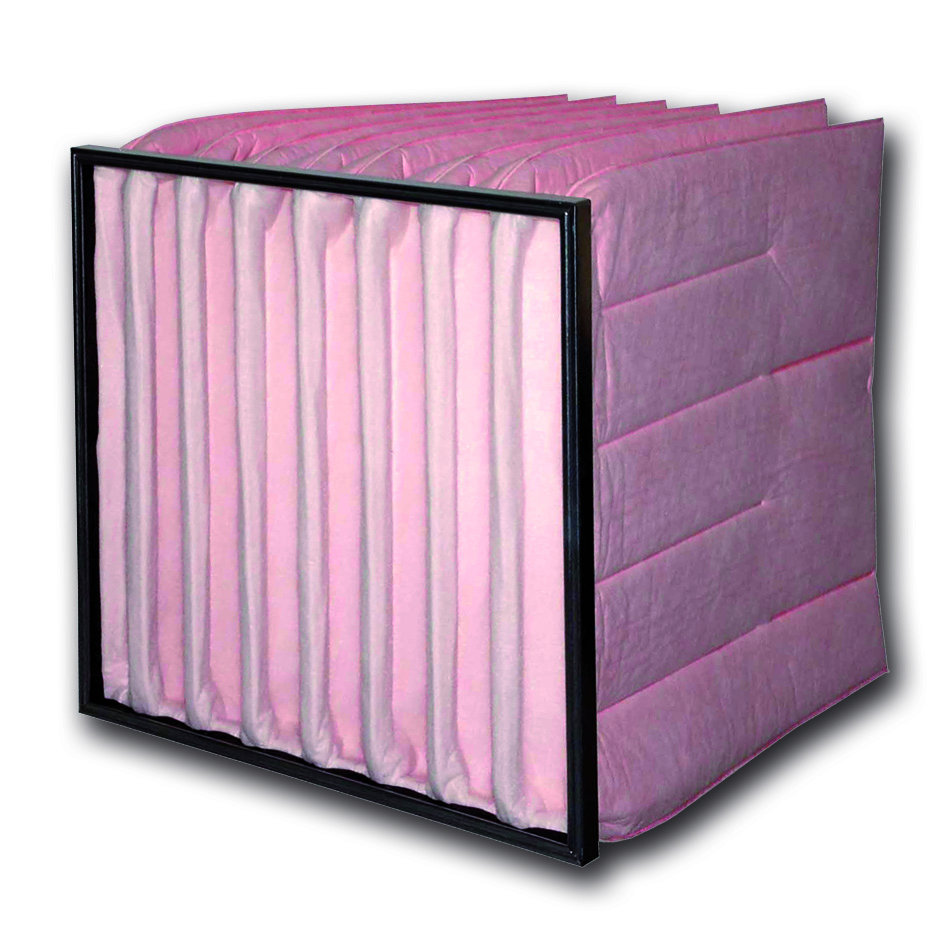
Taschenfilter der Filterklasse F7 nach EN 779

Die Partikelfilterklasse gibt – in Verbindung mit dem Geltungsbereich oder einer Norm – die Fähigkeit bzw. Effizienz einer Filtermaterialanordnung an, die im durchdringenden Volumenstrom (gasförmige Dispersion wie Aerosol oder Gasmischung) enthaltenen unerwünschten Stoffe (feste Partikel, flüssige Partikel, Organismen und Gase) aufzufangen und festzuhalten. Filterklassen werden definiert für umluftabhängige Atemschutzgeräte, Lüftungsanlagen und Entstaubungsanlagen.
Eine Filterklasse ist unabhängig davon, ob eine gasförmige Dispersion durch leicht zu reinigende Oberflächenfilter behandelt wird, z. B. Teflon-Membran bzw. Sieboberfläche, oder durch schwierig zu reinigende bzw. nicht regenerierbare Tiefenfilter, z. B. Zellulosegewebe bzw. Synthetikvlies, aber auch Aktivkohle.

## Atemschutzfilter
- Europäische Union – Atemschutz-Filterklassen:[7][8]
  - Gasfilter nach EN 14387:2004+A1:2008; Schutz gegen Gase (keine Aerosole)
    - Filterklassen A1, A2, A3
    - Filterklassen B1, B2, B3
    - Filterklassen E1, E2, E3
    - Filterklassen K1, K2, K3
    - Filterklasse AX (Unterteilt in die Gasgruppen 1, 2, 3 oder 4)
    - Filterklasse SX (Gasfilter nach Herstellerspezifikation)

  - Gasfilter nach EN 405:2009; Schutz gegen Gase (keine Aerosole)
    - Filterklassen FFA1, FFA2 – Filterklassen A1 und A2 in spezieller Bauform „Gasfiltrierende Halbmaske“
    - Filterklassen FFB1, FFB2 – Filterklassen B1 und B2 in spezieller Bauform „Gasfiltrierende Halbmaske“
    - Filterklassen FFE1, FFE2 – Filterklassen E1 und E2 in spezieller Bauform „Gasfiltrierende Halbmaske“
    - Filterklassen FFK1, FFK2 – Filterklassen K1 und K2 in spezieller Bauform „Gasfiltrierende Halbmaske“
    - Filterklasse FFAX – Filterklasse AX (Gas-Gruppen 1, 2, 3 oder 4) in spezieller Bauform „Gasfiltrierende Halbmaske“
    - Filterklasse FFSX – Filterklasse SX nach Herstellerspezifikation in spezieller Bauform „Gasfiltrierende Halbmaske“

  - Partikelfilter nach EN 14683:2014 (sogenannte OP-Masken); Schutz gegen Aerosole mit flüssigen, festen oder organischen Stoffen von 3 µm für gebrauchsfertige medizinische Gesichtsmasken, z. B. Mund-Nasen-Schutz (Medizin). Filterwirkung harmonisiert mit ASTM F2100-11 (siehe USA) seit 2014.[9]
BFE: Bakterien Filtrations Effizienz bei Bakterien ≥ 3 µm; Englisch: Bacterial Filtration Efficiency[9]
    - Filterklasse Type I (BFE ≥ 95 %)[9]
    - Filterklasse Type II (BFE ≥ 98 %)[9]
    - Filterklasse Type IIR (BFE ≥ 98 % und Durchfeuchtungsschutz gegen Flüssigkeiten in Form von Tropfen und Spritzern)[9]

  - Partikelfilter nach EN 143 (Arbeitsschutzmasken); Schutz gegen Aerosole mit festen, flüssigen und nicht leicht flüchtigen Stoffen (nicht gegen Gase oder Aerosole mit leicht flüchtigen Stoffen)
    - Filterklasse P1 (geringes Abscheidevermögen)
    - Filterklasse P2 (mittleres Abscheidevermögen)
    - Filterklasse P3 (hohes Abscheidevermögen)

  - Partikelfilter nach EN 149:2001 + A1:2009 (Arbeitsschutzmasken); Schutz gegen Aerosole mit festen, flüssigen und nicht leicht flüchtigen Stoffen (nicht gegen Gase oder Aerosole mit leicht flüchtigen Stoffen)
    - Filterklasse FFP1, FFP1S – Filterklassen P1 in spezieller Bauform Partikelfiltrierende Halbmaske
    - Filterklasse FFP2 – Filterklassen P2 in spezieller Bauform Partikelfiltrierende Halbmaske
    - Filterklasse FFP3 – Filterklassen P3 in spezieller Bauform Partikelfiltrierende Halbmaske
      - Bezeichnungsbeispiel: EN 149:2001+A1:2009 FFP2 NR D
- USA
  - Partikelfilter nach ASTM F2100-11 (sogenannte OP-Masken); Schutz gegen Aerosole mit flüssigen, festen oder organischen Stoffen für gebrauchsfertige medizinische Gesichtsmasken, z. B. Mund-Nasen-Schutz. Filteranforderungen gegen Bakterien in europäische Norm EN 14683:2014 übernommen (s. o.).[9]
PFE = Partikel-Filtrations-Effizienz bei Partikeln ≥ 1 µm; Englisch: Particle Filtration Efficiency[9]
Flüssigkeitswiderstand = Widerstand gegen das Durchdringen von Flüssigkeiten; 1 mmHG ≈ 13,6 mmH2O.
    - Filterklasse Level 1 (BFE ≥ 95 %; PFE ≥ 95 %; niedriger Flüssigkeitswiderstand 80 mmHG ≈ 1087 mmH2O)[9]
    - Filterklasse Level 2 (BFE ≥ 98 %; PFE ≥ 98 %; mittlerer Flüssigkeitswiderstand 120 mmHG ≈ 1631 mmH2O)[9]
    - Filterklasse Level 3 (BFE ≥ 98 %; PFE ≥ 98 %; hoher Flüssigkeitswiderstand 160 mmHG ≈ 2175 mmH2O)[9]

## Lüftungsanlagen
Anforderungen an Luftfilter für die allgemeine Raumlufttechnik, die in Klimaanlagen, und gezielter Be- und Entlüftung eingesetzt werden. Definiert sind in den Normen die Filterprüfung und die Klassifizierung der Messergebnisse.

### Grob-, Mittel- und Feinstaubfiltrierung (Partikel ≥ 1µm)
Es handelt sich um die große Masse von Stäuben und Partikeln, die Menschen vor allem in dicht besiedelten (urbanen) Räumen belasten. Diese Filterklassen sind gegen die urban verbreitetsten lungengängigen Stoffe von 10 bis 1 µm Größe wirksam.

#### Europäische Union
Die EN ISO 16890 ist die für die EU übernommene internationale Norm ISO 16890 und klassifiziert nach dem gemessenen Abscheidegrad (in %) einatembarer Stäube in den drei international anerkannten Partikelgrößeneinteilungen:
- PM10 (≤10 µm, den Kehlkopf passierender Feinstaub, ca. 72 Gewichtsprozent in Großstadtluft)
- PM2,5 (≤2,5 µm, alveolengängiger Feinstaub, Sporen, ca. 9 Gew.% in Großstadtluft)
- PM1 (≤1 µm, Zellmembran der Lungenbläschen durchdringende Feinstäube, Bakterien, ca. 3 Gew.% in Großstadtluft).

Die Filtergruppe/-klasse ergibt sich aus der kleinsten Partikelgrößengruppe, die zu mindestens 50% ausgefiltert wird.
Beispiel: bei einem Filter der Klasse ISO ePM10 60% werden mindestens 60% aller Partikel der Größe PM10 ausgefiltert, aber jeweils weniger als 50% aller Partikel der Größen PM2,5 und PM1.
Die Filterklassen dürfen für Filter vergeben werden, deren Anfangseffizienz im geladenen Zustand mindestens 20% bei PM10-Partikeln und höchstens 99% bei PM1-Partikeln beträgt. Für Filter mit einer Anfangseffizienz >99 % bei PM1-Partikeln gilt in der EU die EN 1822 und international die ISO 29463 (jeweils s. u.).
Die EN ISO 16890 wurde im Dezember 2016 eingeführt und ersetzte nach einer Übergangsphase Mitte 2018 die EN 779.
Die Filterklassen für noch kleinere Partikel und Tröpfchen werden nach EN 1822-1:2009 (EU) oder ISO 29463-1:2011 (weltweit) genormt.
| Norm                       | Grobstaubfilter (Partikel > 10 µm) | Medium-Staubfilter                                             | Medium-Staubfilter | Feinstaubfilter |
| -------------------------- | --- | -------------------------------------------------------------- | --- | --- |
| EN ISO 16890 (aktuell)     | ISO Coarse 20% | -                                                              | - | - |
| EN ISO 16890 (aktuell)     | ISO Coarse 25% | -                                                              | - | - |
| EN ISO 16890 (aktuell)     | ISO Coarse 30% Ersatz für G2 nach EN 779:2012[16][18] | -                                                              | - | - |
| EN ISO 16890 (aktuell)     | ISO Coarse 35% | -                                                              | - | - |
| EN ISO 16890 (aktuell)     | ISO Coarse 40% | -                                                              | - | - |
| EN ISO 16890 (aktuell)     | ISO Coarse 45% Ersatz für G3 nach EN 779:2012[16][18] | -                                                              | - | - |
| EN ISO 16890 (aktuell)     | ISO Coarse 50% | ISO ePM10 50% Ersatz für M5 nach EN 779:2012[16][17][18]       | ISO ePM2,5 50% Ersatz für M6 nach EN 779:2012[16][17][18] | ISO ePM1 50% Ersatz für F7 nach EN 779:2012[16][17][18] |
| EN ISO 16890 (aktuell)     | ISO Coarse 55% | ISO ePM10 55%                                                  | ISO ePM2,5 55% | ISO ePM1 55% |
| EN ISO 16890 (aktuell)     | ISO Coarse 60% Ersatz für G4 nach EN 779:2012[16][18] | ISO ePM10 60% Ersatz für M6 nach EN 779:2012[19]               | ISO ePM2,5 60% | ISO ePM1 60% |
| EN ISO 16890 (aktuell)     | ISO Coarse 65% | ISO ePM10 65% Ersatz für M6 nach EN 779:2012[16]               | ISO ePM2,5 65% Ersatz für F7 nach EN 779:2012[16][18][19] | ISO ePM1 65% |
| EN ISO 16890 (aktuell)     | ISO Coarse 70% | ISO ePM10 70%                                                  | ISO ePM2,5 70% | ISO ePM1 70% Ersatz für F8 nach EN 779:2012[16][18] |
| EN ISO 16890 (aktuell)     | ISO Coarse 75% | ISO ePM10 75%                                                  | ISO ePM2,5 75% | ISO ePM1 75% |
| EN ISO 16890 (aktuell)     | ISO Coarse 80% | ISO ePM10 80%                                                  | ISO ePM2,5 80% | ISO ePM1 80% Ersatz für F9 nach EN 779:2012[16][17][18] |
| EN ISO 16890 (aktuell)     | ISO Coarse 85% | ISO ePM10 85%                                                  | ISO ePM2,5 85% | ISO ePM1 85% |
| EN ISO 16890 (aktuell)     | ISO Coarse 90% | ISO ePM10 90%                                                  | ISO ePM2,5 90% | ISO ePM1 90% |
| EN ISO 16890 (aktuell)     | ISO Coarse 95% nur bezogen auf die Staubbeladung bei geladenem Filter (Anfangs-Abscheidegrad), weil der Filter den Abscheidegrad ISO ePM10 50% nicht erreicht.[10][16] | ISO ePM10 95% bezogen auf die Filterung von PM10-Partikeln[10] | ISO ePM2,5 95% bezogen auf die Filterung von PM2,5-Partikeln. Bessere Filterwirkung bei größeren Partikeln bleibt bei der Einordnung in die Filterklasse unberücksichtigt.[10][16] | ISO ePM1 95% (95% bis 99%, entspricht F9 nach ISO 779:2012[16] oder E10 nach EN 1822[19]) bezogen auf die Filterung von PM1-Partikeln. Bessere Filterwirkung bei größeren Partikeln bleibt bei der Einordnung in die Filterklasse unberücksichtigt.[10][16] |
| DIN 24185 (veraltet)       | EU1 EU2 EU3 EU4 | -                                                              | - | EU5 EU6 EU7 EU8 EU9 |
| EN 779:1993 (veraltet)     | G1 G2 G3 G4 | -                                                              | - | F5 F6 F7 F8 F9 |
| EN 779:2002 (veraltet)     | G1 G2 G3 G4 | -                                                              | - | F5 F6 F7 F8 F9 |
| EN 779:2012[20] (veraltet) | G1 G2 G3 G4 | M5 M6                                                          | M5 M6 | F7 F8 F9 |

#### Weltweit
Für die weltweite Verbreitung von Filtern in Klimaanlagen, Be- und Entlüftung wurde unabhängig von bereits bestehenden nationalen Normungen eine ISO-Norm erstellt. Parallel dazu bleiben nationale Normungen gültig, so lange die ISO nicht in nationales Recht umgewandelt wird.
- Filter nach ISO 16890; Die Normung wurde für die Europäische Union als EN ISO 16890 übernommen.

### Schwebstofffilter (Partikel < 1 μm)
Sie filtern schwebende Stoffe aus, wie Bakterien, Viren; Tabakrauch; Metalloxidrauch; (ab E12) Öldunst und Ruß im Entstehungszustand; radioaktive Schwebstoffe; (ab H14) Aerosole.

#### Europäische Union
Filterklassen E10 bis U17 nach DIN EN 1822-1 für Klimaanlagen, Be- und Entlüftung. Unterschieden wird zwischen der Gesamteffizienz des Filters und seiner schlechtesten lokalen Stelle:
| Filtergruppe                                                                    | Filterklasse  | Abscheidegrad (gesamt) | Abscheidegrad (lokal) | Einsatzbereich | Einsatzbereich |
| ------------------------------------------------------------------------------- | ------------- | ---------------------- | --------------------- | --- | --- |
| EPA-Filter: Hochleistungs-Partikelfilter (Efficient Particulate Air filter)     | E10           | > 85 %                 | –                     | | Endfilter für Räume hoher und höchster Anforderungen (z. B. Laboratorien; Produktionsräume in Nahrungsmittel-, Pharma-, Elektroindustrie; in der Medizin) |
| EPA-Filter: Hochleistungs-Partikelfilter (Efficient Particulate Air filter)     | E11           | > 95 %                 | –                     | | Endfilter für Räume hoher und höchster Anforderungen (z. B. Laboratorien; Produktionsräume in Nahrungsmittel-, Pharma-, Elektroindustrie; in der Medizin) |
| EPA-Filter: Hochleistungs-Partikelfilter (Efficient Particulate Air filter)     | E12           | > 99,5 %               | –                     | Abluftfilter in kerntechnischen Anlagen; Endfilter in Zivilschutzanlagen sowie für Reinräume der Klassen ISO 7 und ISO 5 | Endfilter für Räume hoher und höchster Anforderungen (z. B. Laboratorien; Produktionsräume in Nahrungsmittel-, Pharma-, Elektroindustrie; in der Medizin) |
| HEPA-Filter: Schwebstofffilter (High Efficiency Particulate Air filter)         | H13 (HEPA 13) | > 99,95 %              | > 99,75 %             | Abluftfilter in kerntechnischen Anlagen; Endfilter in Zivilschutzanlagen sowie für Reinräume der Klassen ISO 7 und ISO 5 | Umluftklimaanlagen bzw. Raumluftfiltergeräte zur Reduktion von SARS-CoV-2 Viren in der Atemluft                                                           |
| HEPA-Filter: Schwebstofffilter (High Efficiency Particulate Air filter)         | H14 (HEPA 14) | > 99,995 %             | > 99,975 %            | Endfilter für Reinräume der Klassen ISO 4 und ISO 3                                                                      | Umluftklimaanlagen bzw. Raumluftfiltergeräte zur Reduktion von SARS-CoV-2 Viren in der Atemluft                                                           |
| ULPA-Filter: Hochleistungs-Schwebstofffilter (Ultra Low Penetration Air filter) | U15           | > 99,9995 %            | > 99,9975 %           | | |
| ULPA-Filter: Hochleistungs-Schwebstofffilter (Ultra Low Penetration Air filter) | U16           | > 99,99995 %           | > 99,99975 %          | | |
| ULPA-Filter: Hochleistungs-Schwebstofffilter (Ultra Low Penetration Air filter) | U17           | > 99,999995 %          | > 99,9999 %           | | |
Veraltet in der EU sind die Filterklassen:
- EU10, EU11, EU12, EU13, EU14 nach BS 3928:1969. Es waren HEPA-Filter nach der britischen Norm, die auf einer einfacheren Methode zur Partikelerzeugung basierte. Wegen der Einfachheit des Prüfzyklus ist sie international noch bedeutsam.

#### USA
Die USA haben für die Klimaanlagen, Be- und Entlüftungsanlagen eigene Prüfvorgaben:
- HEPA – Filter nach DOE-STD-3020-97 Schwebstofffilter nach US-Norm (siehe dort)

#### Weltweit
Für die weltweite Verbreitung von Filtern in Klimaanlagen, Be- und Entlüftung wurde unabhängig von bereits bestehenden nationalen Normungen eine ISO-Norm erstellt. Parallel dazu bleiben nationale Normungen gültig, so lange die ISO-Regelung nicht in nationales Recht umgewandelt wird. Zurzeit (2021) erkennen die Staaten der EU-Staaten die vergleichbare Norm EN 1822-1:2009 an (s. o.).
| Filtergruppe | Filterklasse |
| ------------ | ------------ |
| EPA-Filter   | ISO 15 E     |
| EPA-Filter   | ISO 20 E     |
| EPA-Filter   | ISO 25 E     |
| EPA-Filter   | ISO 30 E     |
| HEPA-Filter  | ISO 35 Hd    |
| HEPA-Filter  | ISO 40 Hd    |
| HEPA-Filter  | ISO 45 Hd    |
| ULPA-Filter  | ISO 50 U     |
| ULPA-Filter  | ISO 55 U     |
| ULPA-Filter  | ISO 60 U     |
| ULPA-Filter  | ISO 65 U     |
| ULPA-Filter  | ISO 70 U     |
| ULPA-Filter  | ISO 75 U     |

## Entstaubungsanlagen
Darunter fallen alle staubbeseitigenden Maschinen, die die Abluft in Innenräume entlassen, wie Industriestaubsauger, Sägespäneabscheider und Sägemehlabsauganlagen.
Raumluftfilter gegen Viren werden mit Lüftungsanlagenfiltern der Klassen U13 und U14 nach EN 1822-1 ausgestattet (siehe dort).

### Europäische Union
- L, M, H – Staubklassen nach EN 60335-2-69 für Entstaubungsanlagen

Veraltet in der Europäischen Union sind:
- U, S, G, C, K1, K2 – Verwendungskategorien nach BIA ZH 1/487. Ersetzt durch L, M, H nach EN 60335.